# ナタリア・ディアンスカヤ
ナタリア・エヴゲニエヴナ・ディアンスカヤ（Дианская, Наталья Евгеньевна、女性、1989年3月7日 - ）は、ロシアのバレーボール選手。ポジションはミドルブロッカー。ロシア代表。

## 来歴
2005年、ユースのロシア代表としてU-18の欧州選手権でベストブロッカー賞を受賞した。同年のユース世界選手権では銀メダルを獲得。2006年、U-20の欧州選手権でベストスコアラー賞に輝いた。
2007年にシニア代表に初選出される。2013年から本格的に代表でプレーし、同年のモントルーバレーマスターズで代表デビューした。同年9月の欧州選手権では金メダルを獲得した。

## 球歴
- グラチャン - 2013年（4位）
- 欧州選手権 - 2013年（優勝）
- ワールドグランプリ - 2013年（7位）

## 受賞歴
- 2005年 U-18女子欧州選手権　ベストブロッカー賞
- 2006年 U-20女子欧州選手権　ベストスコアラー賞

## 所属クラブ
- Severstal（2007-2008年）
- ディナモ・クラスノダール（2008-2009年）
- Fakel Novy Ourengoï（2009-2011年）
- Severstal (volley-ball féminin)（2011-2013年）
- ディナモ・クラスノダール（2013-）